# Schwestern – Volle Dosis Liebe
Schwestern – Volle Dosis Liebe ist eine deutsche Reality-Seifenoper des Senders RTL II. Sie sollte neben Berlin – Tag & Nacht und Köln 50667 die dritte Seifenoper bei RTL II werden.

## Inhaltsübersicht
Anna Lerke zieht es nach Berlin, wo sie eine Ausbildung als Krankenschwesternschülerin in einem Krankenhaus in Angriff nimmt. Ihre beste Freundin Miriam „Miri“ Schwartz absolviert bereits seit einigen Wochen eine Ausbildung im selben Krankenhaus. Miri ist allein erziehende Mutter eines kleinen Sohnes. Seitdem Annas Mutter vor etlichen Jahren tödlich verunglückt ist, ist die junge Frau auf der Suche nach ihrem Vater. Sie hat sich für die betreffende Klinik entschieden, da der dortige Chefarzt, Professor Dr. Kling, möglicherweise ihr Vater ist.
Gleich an ihrem ersten Arbeitstag lernt Anna den jungen Stationsarzt Ben kennen, von dem sie fasziniert ist. Es scheint, als beruhe das auf Gegenseitigkeit. Allerdings ist Ben schon mit der Assistenzärztin Larissa verlobt und wie sich herausstellt, der Sohn von Prof. Dr. Kling, und somit möglicherweise Annas Halbbruder. Larissa tritt Anna gegenüber sehr skrupellos auf. Sie will Karriere machen und wenn sie nicht mehr mit Ben zusammen ist, könnte ihr das deutlich schwerer werden, denn Ben ist der Sohn des Chefarztes. Bens Bruder Felix arbeitet ebenfalls im Krankenhaus und interessiert sich für Miri.

## Darsteller
| Darsteller         | Figur                    | Folgen | Beschreibung |
| ------------------ | ------------------------ | ------ | --- |
| Annemarie Schuster | Anna Lerke               | 1–15   | Krankenschwester, Freundin von Ben, beste Freundin von Miri, Tochter von Maria und Johannes, Schwester von Josie, Halbschwester von Ben und Felix,          |
| Manuel Hasni       | Dr. Ben Kling            | 1–15   | Arzt, Freund von Anna, Sohn von Prof. Dr. Kling, Bruder von Felix, Ex-Verlobter von Larissa                                                                 |
| Josephine Welsch   | Miriam „Miri“ Schwartz   | 1–15   | Rolle aus Berlin – Tag & Nacht; Krankenschwester, Mutter von Ben Daniel; Tochter von Claudia und Volker, beste Freundin von Anna, One-Night-Stand von Felix |
| Christina Grass    | Dr. Larissa Sailer       | 1–15   | Ärztin in Weiterbildung, Ex-Verlobte von Ben, geliebte von Elias                                                                                            |
| Jan Sokolowsky     | Felix Kling              | 1–15   | ehem. Pfleger, Barbesitzer und Barkeeper, Bruder von Ben, Sohn von Prof. Dr. Kling, One-Night-Stand von Miri, Affäre von Francis                            |
| Robert Ritter      | Prof. Dr. Johannes Kling | 1–15   | Oberarzt, Vater von Ben, Anna und Felix |
| Jéssica Sulikowski | Josie Lerke              | 1–15   | Tochter von Maria |
| Dominic Müller     | Thomas Kiene             | 1–15   | Pfleger Azubi, Bester Freund von Aj |

| Darsteller     | Figur               | Folgen | Beschreibung                                               |
| -------------- | ------------------- | ------ | ---------------------------------------------------------- |
|                | Ben Daniel Schwartz | 1–15   | Sohn von Miri und Krätze, Enkel von Claudia/Volker/Renaten |
|                | Claudia Schwartz    | 1–15   | Mutter von Miri, Oma von Ben Daniel                        |
| Maike Honecker | Iris Walter         | 1–15   | Oberschwester                                              |
| Jeffy Jacobson | Elias Dobling       | 1–15   | Arzt, Geliebter von Larissa                                |

## Trivia
- Josephine Welsch als Miri Schwartz spielt dieselbe Rolle wie in Berlin – Tag & Nacht.
- Love-Island-Gewinner Jan Sokolowsky spielt den Krankenpfleger Felix Kling.
- Bachelor-Kandidatin, Miss Norddeutschland sowie Miss Wangerooge Christina Grass spielt Dr. Larissa Sailer.